# Тесен, Ялмар
Ялмар Петер Тесен (англ. Hjalmar Peter Thesen; род. 1925, Южная Африка — 2006) — писатель-натуралист, южноафриканец в четвёртом поколении. Все его работы описывают полную опасностей жизнь диких животных в окрестностях города Найсна или в Южной Африке. Так же автор хорошо знаком c историей Южной Африки и с жизнью африканских аборигенов, которую часто подробно описывает в своих работах.

## Автобиография
Отец Ялмара, Тесен, Чарльз Вильгельм, наполовину англичанин, наполовину норвежец, мать, Джорджена Тесен (Элиза Бесси Джорджиана, англ. Eliza Bessie Georgiana) родилась в Канаде в шотландской семье.
В конце 1943 года Ялмар Тесен получил школьный аттестат в Грейамстауне и поступил в военно-морской флот Южной Африки, откуда позже был прикомандирован к Королевскому флоту Великобритании и проходил службу на Дальнем Востоке.
После окончания Кейптаунского университета будущий писатель начал работать в семейной фирме, которой принадлежали лесопильная фабрика и большие лесные угодья. Позже Ялмар женился на женщине по имени Джуди, но у них не было дома и дядя одолжил им плавучий дом, пришвартованный на реке Крэбс-Крик и после свадьбы этот «дом для медового месяца» в течение года назывался англ. «Seahorse» («Морской конь»), позже — «Thesen». В честь семьи Джуди и Ялмара был назван так же и третий бывший военно-морской катер, спасённый капитаном-лейтенантом Стивом Эриксеном (англ. Steve Eriksen) из моря Книсны.

## Личная жизнь
У Ялмара и его жены Джуди были дети: два сына — Гай, Кристофер, и две дочери — Джорджина и Гарриет (Хатти). Всей семьёй они жили в Южно-Африканской Республике в городке Книсна — популярном туристическом направлении. Джуди скончалась в 2010 году.

## Наследие
С работами автора можно ознакомиться на английском языке в Национальном литературно-английском музее (англ. Nasionale Afrikaanse Letterkunde Museum en Navoringsentrum)среди основных коллекций хранятся и записи Ялмара Тесена, исследованиями которых занимается «Национальный центр справочных служб африканских исследований» (англ. NISC AS), открытой в 1995 году в Грейамстауне.
Также записи Тесена хранятся в крупнейшей в мире национальной библиотеке США — Библиотеке Конгресса, в библиотеке Африканского университета управления (англ. The Management University of Africa) и Оксфордской энциклопедии детской литературы.
Унаследованное поместье с богатой историей, ставшее частью истории Книсны и музеем-памятником многих поколений, а также местной флоры и фауны, было уничтожено пожаром в 2017 году.